# Carlton Brandaga Curtis

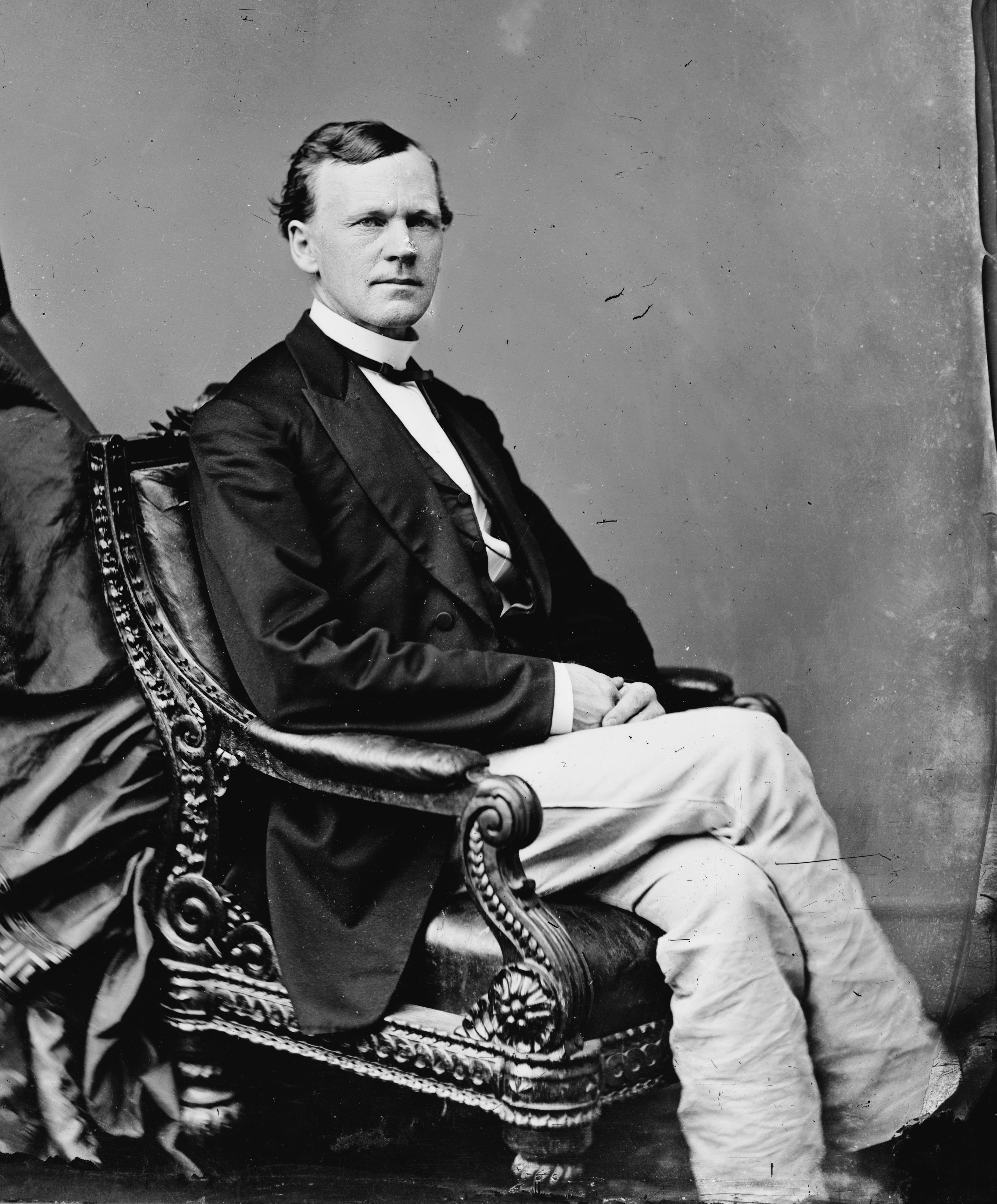
Carlton Brandaga Curtis

Carlton Brandaga Curtis (* 17. Dezember 1811 im Madison County, New York; † 17. März 1883 in Erie, Pennsylvania) war ein US-amerikanischer Politiker. Zwischen 1851 und 1855 sowie nochmals von 1873 bis 1875 vertrat er den Bundesstaat Pennsylvania im US-Repräsentantenhaus.

## Leben
Carlton Curtis genoss eine akademische Schulausbildung. Nach einem anschließenden Jurastudium und seiner 1834 erfolgten Zulassung als Rechtsanwalt begann er in Warren (Pennsylvania) in diesem Beruf zu arbeiten. Gleichzeitig schlug er als Mitglied der Demokratischen Partei eine politische Laufbahn ein. Zwischen 1836 und 1838 saß er als Abgeordneter im Repräsentantenhaus von Pennsylvania.
Bei den Kongresswahlen des Jahres 1850 wurde Curtis im 23. Wahlbezirk von Pennsylvania in das US-Repräsentantenhaus in Washington, D.C. gewählt, wo er am 4. März 1851 die Nachfolge von James Thompson antrat. Nach einer Wiederwahl im 16. Distrikt seines Staates konnte er bis zum 3. März 1855 zwei Legislaturperioden im Kongress absolvieren, die von den Ereignissen im Vorfeld des Bürgerkrieges geprägt waren. Ab 1853 war er Vorsitzender des Committee on Accounts.
1855 schloss er sich der im Vorjahr gegründeten Republikanischen Partei an. In den Jahren 1862 und 1863 diente er während des Bürgerkrieges im Heer der Union. Dabei brachte er es bis zum Oberst. Im Juli 1863 musste er aus gesundheitlichen Gründen den Militärdienst quittieren. Danach kehrte er nach Warren zurück, wo er wieder als Anwalt praktizierte. Im Jahr 1868 verlegte er seinen Wohnsitz und seine Kanzlei nach Erie. Außerdem stieg er in das Bank- und Ölgeschäft ein. Er gehörte auch zu den Gründern der Dunkirk & Venango Railroad Co.
Bei den Kongresswahlen des Jahres 1872 wurde Carlton Curtis als Republikaner im 19. Bezirk von Pennsylvania erneut in den Kongress gewählt, wo er am 4. März 1873 Glenni William Scofield ablöste. Da er im Jahr 1874 nicht bestätigt wurde, konnte er bis zum 3. März 1875 nur eine weitere Legislaturperiode im Kongress verbringen. Nach dem endgültigen Ende seiner Zeit im US-Repräsentantenhaus war Curtis wieder als Anwalt tätig. Er starb am 17. März 1883 in Erie und wurde in Warren beigesetzt.